# 徐坚 (1956年)
徐坚（1956年2月20日—），男，江苏江阴人，中华人民共和国政治人物、外交官。

## 生平
1975年，毕业于罗马尼亚布加勒斯特大学罗马尼亚语言和文学系，进入中华人民共和国外交部工作，先后在驻罗马尼亚大使馆、外交部苏联东欧司、外交部欧亚司任职，后任外交部欧亚司参赞。1996年，任驻罗马尼亚大使馆参赞。1999年，任外交部欧亚司副司长。2002年5月，出任中华人民共和国驻斯洛文尼亚大使。2004年1月，出任中华人民共和国驻罗马尼亚大使。2007年，任监察部驻外交部监察局局长。2012年8月，出任中华人民共和国驻波兰大使。2018年2月，自驻波兰大使离任。

## 家庭
妻子夏纪慧，曾任全国政协外事委员会办公室主任、全国政协外事局局长，两人育有一子。

## 荣誉

### 外国勋章奖章
- 波兰共和国功绩指挥官十字佩星勋章（波兰，2018年2月28日于华沙总统府颁发[5]）